# Селейрош (Брага)
Селейрош (порт. Celeirós) — район (фрегезия) в Португалии, входит в округ Брага. Является составной частью муниципалитета Брага. Находится в составе крупной городской агломерации Большое Минью. По старому административному делению входил в провинцию Минью. Входит в экономико-статистический субрегион Каваду, который входит в Северный регион. Население составляет 6000 человек на 2001 год. Занимает площадь 2,36 км².